# Cucina nonya

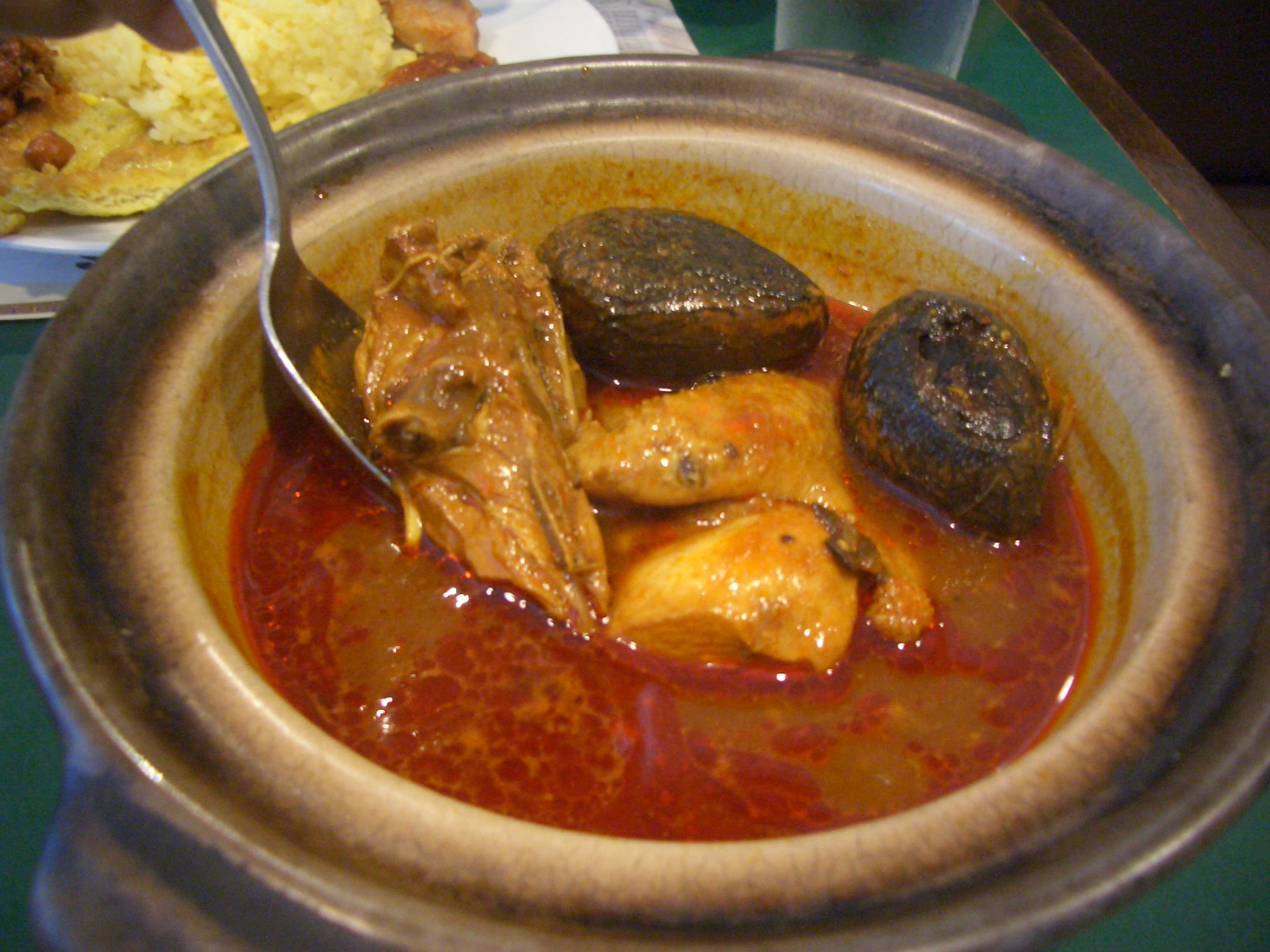
Buah keluak

La cucina nonya è una forma di cucina riscontrabile tra le varie comunità cinesi di Malaysia, Singapore ed Indonesia, dette dei "Cinesi dello Stretto" o Peranakan che in malese vuol dire nati qui.
Si caratterizza sia per la mescolanza di spezie ed erbe del sudest asiatico con i tipici ingredienti della cucina cinese.

## Origini
L'origine del nome risale al XV secolo, quando commercianti cinesi iniziarono a stabilirsi nel sudest asiatico, in particolare Malacca, Penang e Singapore: a causa delle restrizioni sull'espatrio delle donne cinesi furono costretti a prendere moglie tra la popolazione locale. I figli maschi venivano inviati nella madrepatria per ricevervi un'educazione tradizionale, mentre le figlie femmine  venivano cresciute dalle loro madri in vista di un futuro matrimonio atto a creare importanti legami di sangue tra le famiglie della comunità.
Col tempo si venne così a formare un distinto e ristretto gruppo sub-etnico con un proprio linguaggio, abbigliamento e cucina. Gli uomini della comunità venivano chiamati Baba, mentre le donne Nonya, da qui il termine con il quale s'indica la cucina stessa, la quale riflette quindi il mix culturale della comunità.

## Ingredienti
Dalla cucina malese tradizionale vennero presi ingredienti quali la pasta di gamberetti (belacan), il peperoncino, la citronella, la galanga e la curcuma, mentre da quella cinese la passione per il maiale e i metodi usati per la preparazione del cibo.
Ad arricchire il tutto più tardi vennero incorporati molti altri ingredienti presi dalle cucine indiana, thailandese e portoghese. Si crearono inoltre varianti locali: In particolare nella zona di Malacca e Singapore con la vicinanza dell'Indonesia il cibo è più dolce, ricco di latte di cocco e spezie malesi, come il coriandolo e il cumino. Al contrario le nonyas di Penang prendono ispirazione dalla vicina Thailandia con una preferenza per il cibo aspro, il peperoncino piccante, le erbe aromatiche e il belacan.
Un antico piatto simbolo della cucina dei peranakan è la laksa, una zuppa a base di pasta lunga orientale con cui intesero coniugare la tradizione culinaria cinese con i sapori locali come la crema di cocco e con quelli piccanti portati dai mercanti indiani. È tra le pietanza più diffuse e amate in Indonesia, Singapore e soprattutto in Malesia, dove è considerata il piatto nazionale. Presenta svariate versioni e tra le più famose vi sono l'aspra asam laksa (o assam laksa) a base di tamarindo, e la cremosa laksa lemak (letteralmente laksa grassa) nella quale prevalgono i gusti di curry e crema di cocco.

### Glossario degli ingredienti
- Frutto della Parkia (parkia speciosa)
- Galanga (alpinia galanga) e (alpinia officinarum)
- Semi del Pangio (pangium edule)
- Tamarindo (tamarindus indica)

## Metodi di preparazione
Nel passato vi era abbastanza ricchezza e tempo libero per permettere alle donne di dedicarsi completamente all'arte culinaria e alla preparazione di piatti complicati. Sebbene le famiglie più ricche si avvalessero dell'aiuto di domestici, le noyans di tutte le classi sociali erano comunque in grado di preparare gli ingredienti base essenziali per i loro elaborati menu, con la macinazione delle spezie, la spremitura del latte di cocco e la pestatura del belacan. Oggi l'uso di un frullatore rimpiazza egregiamente il mortaio e la macina, con l'unica eccezione della lavorazione del sambal belacan, un condimento altamente aromatico.
I curry, i sambal, le zuppe e i piatti di maiale stufato vengono spesso lasciati riposare un'ora o più, per permettere di sprigionare a pieno il sapore.

## Modi di servire
Le specialità della cucina nonya, ad eccezione dei piatti unici con la pasta, sono comunemente servite con riso bianco e mangiati secondo l'uso cinese. In realtà la tradizione vorrebbe che eccetto le zuppe, servite individualmente con un cucchiaio, i sambal e i curry siano mangiati secondo lo stile malese, cioè con le mani.